# Episodi di Nine Perfect Strangers
La prima stagione della serie televisiva Nine Perfect Strangers, composta da 8 episodi, è stata pubblicata negli Stati Uniti sulla piattaforma on demand Hulu dal 18 agosto al 23 settembre 2021.
In Italia, la stagione è stata pubblicata su Prime Video dal 20 agosto al 24 settembre 2021.
| n° | Titolo originale      | Titolo italiano         | Pubblicazione USA | Pubblicazione Italia |
| -- | --------------------- | ----------------------- | ----------------- | -------------------- |
| 1  | Random Acts of Mayhem | Casuali azioni caotiche | 18 agosto 2021    | 20 agosto 2021       |
| 2  | The Critical Path     | Il percorso critico     | 18 agosto 2021    | 20 agosto 2021       |
| 3  | Earth Day             | La giornata della Terra | 18 agosto 2021    | 20 agosto 2021       |
| 4  | Brave New World       | Nuovo mondo coraggioso  | 26 agosto 2021    | 27 agosto 2021       |
| 5  | Sweet Surrender       | Dolce abbandono         | 2 settembre 2021  | 3 settembre 2021     |
| 6  | Motherlode            | Miniera d'oro           | 9 settembre 2021  | 10 settembre 2021    |
| 7  | Wheels on the Bus     | Le ruote del bus        | 16 settembre 2021 | 17 settembre 2021    |
| 8  | Ever After            | Per sempre              | 23 settembre 2021 | 24 settembre 2021    |

## Casuali azioni caotiche
- Titolo originale: Random Acts of Mayhem
- Diretto da: Jonathan Levine
- Scritto da: David E. Kelley & John-Henry Butterworth

### Trama
Nove perfetti sconosciuti, le cui vite stanno attraversando momenti difficili, si ritrovano a Tranquillum House, un resort che promette loro una completa ed efficace rigenerazione. Frances è autrice di romanzi rosa e ha appena saputo che il suo contratto con l'editore per cui scrive non è stato rinnovato. Non appena ricevuta la notizia, Frances sfoga la propria disperazione in mezzo ai campi, venendo osservata con imbarazzo da Tony, anch'egli cliente del resort. L'insegnante di liceo Napoleon Marconi ha trascinato la moglie Heather e la figlia Zoe in un'esperienza che dovrebbe ricostruire una famiglia sull'orlo di spezzarsi. Altrettanto fragile è l'equilibrio che tiene insieme Ben e Jessica Chandler, una giovane coppia in crisi. Lars è piuttosto diffidente sui metodi del resort, ma accetta di buon grado di farsi prelevare il sangue. Carmel è una mamma apprensiva e timorosa che a Tranquillum House spera di acquisire più fiducia in sé stessa.
Le regole di Tranquillum House sono molto stringenti. Gli ospiti non possono avere contatti con l'esterno, motivo per cui vengono requisiti i cellulari, e sottoscrivono un contratto in cui si impegnano a non divulgare alcuna informazione inerente al loro soggiorno. A dirigere il resort è la misteriosa Masha, una donna russa che ha completamente cambiato vita dopo essere sopravvissuta a una sparatoria in cui era stata dichiarata clinicamente morta. Ed è proprio per questo motivo che Masha ha aperto il resort, volendo aiutare i suoi clienti a "morire" per poi rinascere come persone diverse. Il discorso introduttivo di Masha suscita paura nella giovane Zoe, la quale fugge in lacrime. Heather si arrabbia con Masha per aver spaventato la figlia, sentendosi rispondere che per i prossimi dieci giorni tutti loro dovranno accettare di essere oggetto delle sue cure, anche se emotivamente dolorose.

## Il percorso critico
- Titolo originale: The Critical Path
- Diretto da: Jonathan Levine
- Scritto da: David E. Kelley & John-Henry Butterworth

### Trama
Zoe racconta a Francis di essere venuta con la famiglia a Tranquillum House per affrontare la perdita del fratello gemello Zack, un lutto che i genitori non hanno ancora completamente elaborato nonostante siano ormai trascorsi tre anni. Tony si arrabbia con Masha perché qualcuno ha rovistato tra i suoi effetti personali, sottraendogli le pastiglie che sta assumendo dopo un delicato intervento chirurgico. Masha gliele restituisce, ammonendolo di non nascondere i problemi con la droga che è venuto a curare nel resort. Masha riceve un messaggio minatorio sul cellulare in cui viene avvertita che è appena iniziata la sua ultima settimana di vita sulla Terra. Nonostante non lo dia a vedere, Masha è discretamente preoccupata e se ne accorge il suo assistente Yao, conosciuto in Russia poiché era nello staff medico che l'ha soccorsa quando è quasi morta.
Come prima attività per gli ospiti Masha fa scavare loro una fossa, chiedendo poi di sdraiarsi al suo interno e immaginare di essere morti. L'obiettivo è far capire quanto sia importante riuscire a costruire una vita degna nel poco tempo a disposizione. In molti iniziano a nutrire dubbi sull'utilità del soggiorno a Tranquillum House, non avendo ancora capito dove vuole andare a parare Masha. Nel pomeriggio viene organizzata un'escursione, a cui non partecipano Francis (che preferisce sottoporsi all'agopuntura), Tony e Jessica, quest'ultima destinataria di una seduta individuale con Masha. Costei le chiede il motivo per cui ha scelto di venire nel resort, facendola riflettere su quanto debba sforzarsi di dare senso a una vita che non può ridursi alla mera esibizione sui social network. Durante l'escursione Heather ha un momento di crisi in cui medita di gettarsi dalla scogliera, ma l'intervento di Delilah, l'altra assistente di Masha, evita che compia una pazzia. Tony vuole fare uno scherzo a Francis, addormentata in piscina, e le tira un chicco d'uva che però le entra in bocca, rischiando di farla soffocare. Zoe accusa i genitori di essere loro quelli che hanno problemi. Francis vuole lasciare il resort, sentendo che non è la strada giusta per risolvere i suoi problemi personali, ma Masha le chiede di concederle un altro giorno per dimostrarle che si sbaglia. Masha comunica a Yao e Delilah che questo gruppo, benché problematico, è molto stimolante e quindi varrebbe la pena di passare subito allo step successivo del loro protocollo.

## La giornata della Terra
- Titolo originale: Earth Day
- Diretto da: Jonathan Levine
- Scritto da: David E. Kelley & John-Henry Butterworth

### Trama
Il resort inizia le sessioni di digiuno che durano per tutta la giornata, con possibilità di nutrirsi unicamente procacciandosi il cibo all'aperto. Tra gli ospiti iniziano ad emergere i primi attriti, al punto che Carmel tenta di aggredire Lars dopo una battuta poco simpatica. Delilah invita Masha a essere cauta sulle azioni da intraprendere nei confronti di un gruppo che mostra ancora segni di instabilità, come dimostra l'episodio di Carmel, ma la padrona è determinata nel voler seguire il proprio piano. Frances chiede a Tony di non divulgare un segreto che gli aveva confidato il giorno prima in piscina, vale a dire una truffa da lei subita nel suo ultimo romanzo. Lo stalker di Masha si trova all'interno del resort, avendo ricevuto un filmato che la riprendeva mentre si tuffava dalla cascata all'inizio della giornata. Tocca a Napoleon sottoporsi alla seduta individuale con Masha. La donna vuole sapere come sta Heather e per quale motivo lui non manifesti la sofferenza per la perdita del figlio. Napoleon considera Zack padrone del suo destino, esattamente come insegna ogni giorno ai suoi studenti. Ben riconosce Tony come un famoso giocatore di football, ma l'uomo replica brusco che non vuole parlare di quel lato della sua vita.
Uomini e donne si dividono all'escursione. Ben confessa di aver vinto 22.000.000 $ alla lotteria che gli hanno permesso di ottenere lo stile altolocato ostentato da lui e sua moglie, risolvendo ogni problema economico. Il gruppo inizia a manifestare insofferenza nei confronti di Lars, non ancora pienamente integrato e le cui uscite non piacciono a molti. Anche Carmel fatica a inserirsi, permettendosi epiteti poco carini nei confronti di Jessica che definisce in modo spregiativo "cheerleader" e "stella di Instagram". Carmel puntualizza che il suo astio verso le belle ragazze è riconducibile al tradimento del marito. A un certo punto Heather inizia a straparlare, ponendo domande indiscrete su quanto è stata l'ultima volta che hanno fatto sesso. Tony è riuscito a catturare e uccidere una capra che viene portata al resort per la cena. Contrariamente alle aspettative delle donne, a disagio per il povero animale ammazzato, Masha si dice fiera di come gli ospiti si sono comportati e proclama che quella sera ci sarà un banchetto. Zoe racconta al padre il comportamento piuttosto sopra le righe della madre, ma Napoleon è contento che la moglie stia tornando a divertirsi dopo quello che hanno passato. Lars informa Delilah che qualcuno gli ha sottratto degli oggetti in camera sua.
Napoleon afferma di aver sentito durante l'escursione delle campane risuonargli nella testa e versi del Levitico che preannunciavano la cattura della capra. L'uomo non si dà pace per aver ignorato i segnali che hanno condotto Zack al suicidio, ricollegando il dramma alla sua decisione di quel pomeriggio di uccidere la capra. Heather accusa Masha di somministrare strane sostanze agli ospiti.

## Nuovo mondo coraggioso
- Titolo originale: Brave New World
- Diretto da: Jonathan Levine
- Scritto da: David E. Kelley & John-Henry Butterworth

### Trama
Masha risponde affermativamente alla domanda di Heather, assicurando che ad alcuni ospiti vengono somministrate micro-dosi di sostanze assolutamente legali e inserite in un protocollo testato e sicuro. Per dimostrare che anche loro nascondono dei segreti tanto quanto lei, Masha rivela che Lars è un giornalista investigativo al lavoro su un servizio importante che potrebbe fargli vincere il Pulitzer. Adesso gli ospiti hanno la possibilità di andarsene se lo vorranno, ma Masha si dice convinta che decideranno di restare per continuare una terapia i cui risultati si faranno presto apprezzare. Masha ha una relazione sessuale con Yao, al quale confida di non escludere che il suo stalker possa essere uno degli ospiti.
L'indomani mattina gli ospiti, molto più rilassati dopo le tensioni della sera prima, iniziano a chiedere di poter assumere le droghe di Masha. Nella seduta individuale Carmel mostra a Masha la cicatrice di un morso datole dal marito. Lars racconta a Zoe di essere venuto a Tranquillum House perché aveva sentito parlare di Masha e per metabolizzare la rottura con il suo fidanzato Ray, pur precisando che anche lui è un ospite come tutti loro, al netto del suo lavoro di reporter. Agli ospiti viene chiesto di immaginare che un manichino assuma le sembianze di qualcuno con cui hanno dei conti da regolare, colpendolo con una spada giapponese. Frances vede Paul, l'uomo che l'ha ingannata illudendola di poter diventare madre. Carmel riversa sul manichino tutta la rabbia repressa, aizzata da Masha che le legge le frasi cattive dette dall'ex marito e raccolte nella seduta individuale. Napoleon valuta l'idea di lasciare il resort, dato che il giorno seguente sarà il ventunesimo compleanno di Zoe e di conseguenza del defunto Zack, ma Heather e la stessa Zoe decidono di restare e affrontare il dolore. Tony rivela a Frances, con cui ormai è entrato in confidenza, che l'anno successivo al suo ritiro dall'attività agonistica ha picchiato un uomo in un bar, facendogli picchiare la testa e provocandone la morte. Tony fu assolto da ogni accusa perché testimoni riferirono che era stato l'altro a iniziare.
Masha ha stabilito di iniziare il nuovo protocollo, aumentando il dosaggio delle droghe. Delilah cerca di fermarla, sentendosi rispondere che lei stessa è in cura per il suo disturbo bipolare, condizione necessaria per poter lavorare nel resort. Forte dell'appoggio degli ospiti, Masha brinda alle nuove sorprese che ha in serbo per loro. Rientrata nel suo bungalow, Masha trova alcuni cocci per terra e la scritta "è bello morire" sul muro.

## Dolce abbandono
- Titolo originale: Sweet Surrender
- Diretto da: Jonathan Levine
- Scritto da: David E. Kelley & John-Henry Butterworth

### Trama
Masha ricorda il giorno in cui a Tranquillum House un ospite perse la vita a causa di un misterioso malore, rendendo vano ogni tentativo di soccorso. A colazione gli ospiti raccontano di aver fatto strani sogni. Napoleon impersonava uno dei Beatles nel bel mezzo di un concerto. Lars partoriva un bambino, attorniato dagli altri ospiti, con Tony commosso al suo fianco. Nel giorno del suo compleanno Zoe vede Zack dirle di andare avanti, assicurandole che sarà sempre al suo fianco. Frances si risveglia molto stanca, tanto da addormentarsi sul piatto di porridge mentre sognava una visita del suo amante Frank al resort e Masha porgerle una spada per ucciderlo.
Carmel esce di senno nel vedere Ben e Jessica baciarsi dentro la vasca idromassaggio. Lars la incrocia mentre sta correndo brontolando e prova a farle capire che non può passare la vita a invidiare la felicità degli altri, ma provare a costruirsi la sua. Lars prende un cellulare che sta tenendo nascosto nella foresta ed effettua una chiamata, dicendo al proprio interlocutore che nel resort accadono davvero cose strane. Masha chiede a Delilah se come promesso ha ricominciato a prendere le sue medicine. Le due donne si baciano, rivelando dunque che stanno intrattenendo una relazione all’insaputa di Yao. Lars racconta a Zoe che tra i motivi della sua crisi con Ray c’è il fatto che il fidanzato voleva avere un figlio, con la cognata resasi disponibile quale madre surrogata, mentre invece lui era contrario.
La sera Zoe festeggia il compleanno in compagnia degli altri ospiti, affermando di essere felice nel stare con quelli che ormai considera dei veri e propri amici. Masha nota che Zoe riesce a vedere Zack, quindi le si avvicina estasiata dicendo che è lei la "chiave".

## Miniera d’oro
- Titolo originale: Motherlorde
- Diretto da: Jonathan Levine
- Scritto da: David E. Kelley & John-Henry Butterworth

### Trama
Masha comunica che il protocollo è giunto alla fase decisiva. Tutti gli ospiti accettano di farsi somministrare un dosaggio maggiore, a condizione di non restare in acqua o arrampicarsi per tutta la giornata. Frances è reduce da una nottata alquanto bizzarra in cui le è apparso un Frank in miniatura che la canzonava per averla truffata. Anche Lars ha vissuto un'esperienza simile, sognando un momento della sua infanzia in cui i compagni di scuola lo prendevano in giro per il suo orientamento sessuale. Masha gli consegna un cellulare per poter immortalare i momenti importanti della giornata. Carmel viene convocata da Masha nel suo studio per un importante chiarimento. Emerge infatti che Masha è stata una delle amanti del marito di Carmel, la quale ha deciso di venire a Tranquillum House per carpirle qualche segreto di seduzione.
Oltre a Zoe, anche Heather inizia ad avere apparizioni di Zack. La donna è costretta a fare i conti con un aspetto drammatico legato alla morte del figlio, vale a dire di aver notato che tra gli effetti collaterali del nuovo farmaco per l'asma rientrava l'istinto suicida, ma di non aver fatto nulla per evitarlo. Dopo essere svenuta, Heather inizia ad andare fuori di testa e straparlare, costringendo Masha e lo staff a sedarla. Frances e Tony non possono più nascondere i loro sentimenti, baciandosi appassionatamente. Jessica va in panico quando vede il suo naso staccarsi dal corpo e finire nel lavandino, tranquillizzata da Ben perché era soltanto una visione. Frances fa notare a Carmel che lei è l'unica ospite del resort a non mostrare progressi, dando anzi l'idea di essere peggiorata. Questo nonostante ultimamente sia entrata in confidenza con Lars, con cui ha trascorso un sereno pomeriggio.
Masha è affascinata dal caso della famiglia Marconi, dato che sia Heather che Zoe hanno visto Zack, quindi entrambe sono "chiavi". Masha propone loro di partecipare a una sperimentazione speciale, nonostante Delilah cerchi di metterla in guardia dalle possibili conseguenze negative di questi esperimenti, richiamando il precedente di un certo Sig. Connelly. Tornata nel suo studio, Masha rivive la morte di sua figlia che, in un attimo di distrazione, è stata investita da una macchina.

## Le ruote del bus
- Titolo originale: Wheels on the Bus
- Diretto da: Jonathan Levine
- Scritto da: David E. Kelley & John-Henry Butterworth

### Trama
Carmel aggredisce Masha, accusandola di volerle portare via le bambine, in quanto la droga le faceva credere di avere di fronte la nuova amante del marito. Il pronto intervento di Yao evita gravi conseguenze per Masha che, colta di sorpresa, non era in grado di difendersi e rischiava di venire strangolata. Lars vuole vedere Carmel, immobilizzata e sedata nell'attesa di studiare un nuovo dosaggio che eviti episodi come quello appena accaduto. Zoe non vuole che i genitori continuino ad assumere la droga, dovendo trovare un modo di risolvere i loro problemi alternativo al vedere uno Zack che non esiste più per placare i rimorsi di Heather. Frances immagina Tony recitare l'incipit di un suo romanzo e proporle di lasciare Tranquillum House per costruire un futuro insieme. Masha vorrebbe iniziare l'attività speciale con i Marconi, incrementando le loro capacità sensoriali per riuscire a vedere Zack, promettendo loro che potranno tirarsi indietro in ogni momento. Presagendo che l'ostinazione di Masha condurrà a nuovi guai, Delilah esorta Yao ad andarsene.
Alla ricerca di un nuovo inizio, Ben e Jessica concordano di rinnovare le promesse nuziali per cercare un equilibrio diverso nel loro matrimonio. Lars cerca di far desistere Masha dai suoi propositi sui Marconi, rammentandole che l'ultima volta in cui si è spinta troppo oltre è stata con Connelly, la cui morte è derubricata da Masha a una patologia cardiaca non dichiarata. Frances confida a Masha che le sue turbe psicologiche hanno origine dalla perdita del padre, avvenuta quando lei era molto piccola. Masha le confessa del giorno in cui sua figlia Tatiana ha perso la vita, affermando che è stata questa tragedia a farle decidere di lasciare la Russia. Delilah è determinata nel denunciare Masha, ma trova il cancello chiuso e telefona a Masha, la quale non intende aprirlo e violare l'isolamento. Delilah aggira l'ostacolo, infrangendo con il pick-up la staccionata esterna. I Marconi hanno cambiato idea e non vogliono più sottoporsi al trattamento speciale, così Masha si offre di partecipare al loro "viaggio ultra sensoriale" per essere al loro fianco.
Tornata in forma dopo la sedazione, Carmel vuole andarsene per essere ricoverata in una struttura adatta. Masha prova a convincerla a restare, promettendole che le sue cure la aiuteranno a curarsi. Carmel si alza per andare al lavandino del bagno, tornando con un occhio bianco esattamente come quello della persona che sparò a Masha in Russia.

## Per sempre
- Titolo originale: Ever After
- Diretto da: Jonathan Levine
- Scritto da: David E. Kelley & John-Henry Butterworth

### Trama
Carmel confessa a Masha che quel giorno in Russia non voleva spararle, ma di averlo fatto dopo che lei aveva tentato di liquidarla lasciandole dei soldi. Inoltre, è Carmel l'autrice dei messaggi minatori ricevuti da Masha durante il soggiorno, inviati attraverso un cellulare che teneva nascosto dentro una lampada in camera sua. Riconoscendo che è merito di Carmel se ha aperto Tranquillum House, Masha si dice disposta a perdonarla e le promette che riuscirà a guarirla dai suoi turbamenti. Masha raggiunge i Marconi nella foresta, dove aveva dato loro appuntamento per iniziare la seduta. Costoro hanno però parlato con Lars e quindi sanno della figlia morta, accusandola di volersi sottoporre anche lei al trattamento speciale solamente per riuscire a vederla. Masha riesce a convincerli a condividere con loro questa esperienza. Frances ammette che Tony è riuscito a scalfire la sua corazza, ricevendo dall'uomo una proposta di appuntamento al vicino Four Seasons. Addormentata da Masha, Carmel si risveglia in una vasca galleggiante e non può uscire dal bagno turco fino a quando non avrà completato il trattamento.
Napoleon ha un'epistassi e inizia a vedere Zack che gli suggerisce come fermare l'emorragia. Dopodiché il ragazzo, visto anche da Heather e Zoe, afferma che nessuno di loro è colpevole del suo suicidio e, potesse tornare indietro, non lo rifarebbe. Frances, Tony, Ben e Jessica scoprono che le loro automobili sono scomparse. Lars spiega loro cosa sta accadendo nella foresta e tutti quanti sentono le urla di Carmel dalla stanza chiusa. Masha viene obbligata dagli ospiti a liberare Carmel, ma chiude tutti quanti nel bagno turco e ordina alla sua assistente Glory di appiccare un incendio. Nel frattempo, Delilah ha raggiunto una stazione di polizia. Durante la reclusione gli ospiti maturano decisioni importanti inerenti alle loro vite, con Lars pronto a diventare padre, Ben e Jessica ad allontanarsi dai social network, Carmel ad abbandonare i fardelli del suo passato, Frances a vivere con Tony. Nella foresta Napoleon continua a sentire il suono della sveglia la mattina in cui trovò Zack morto, rammaricandosi di aver aiutato innumerevoli studenti a risolvere i loro problemi, ma di non aver fatto nulla per salvare suo figlio. Zack convince i familiari a farsi una ragione della sua dipartita, imparando ad andare avanti senza di lui. Masha riesce finalmente a vedere Tatiana.
Yao libera gli ospiti dal bagno turco, spiegando che non c'è nessun incendio e l'odore che sentivano era in realtà una simulazione per spingerli a credere di essere vicini alla morte, quindi disposti a cambiare il loro modo di vivere. Dopo aver salutato sua figlia, Masha si consegna alla polizia. Gli ospiti riferiscono ai detective di aver acconsentito alle cure di Masha, felici perché sentono di aver risolto i loro problemi. Tutti tornano alle loro vite, realizzando le proprie aspirazioni. Lars ha un figlio con Ray e pubblica la sua inchiesta su Tranquillum House, i cui nuovi proprietari sono Ben e Jessica. Frances inizia a convivere con Tony. Carmel non ha più gli scatti d'ira che le impedivano di essere realizzata. Scagionata da ogni accusa, Masha sfreccia in macchina verso nuove mete.